# Vasile Fedak
Vasile Fedak (în ucraineană Василій Федак; n. 1 noiembrie 1909, satul Cadobești, Bucovina, Imperiul Austro-Ungar, azi în raionul Zastavna, regiunea Cernăuți, Ucraina – d. 10 ianuarie 2005, Winnipeg, Canada) a fost un arhiereu al Bisericii Ortodoxe Ucrainene din Canada.
El a îndeplinit demnitățile de episcop de Saskatoon (1978-1981), episcop al Eparhiei de Est a Canadei (1981-1983), arhiepiscop de Toronto (1983-1985) și apoi arhiepiscop de Winnipeg și al Eparhiei Centrale a Canadei, mitropolit primat al Bisericii Ortodoxe Ucrainene din Canada (1985-2005). În anul 1990, Biserica păstorită de el a intrat în comuniune cu Patriarhia Constantinopolului.